# Buziaș
Buziaș là một thị xã thuộc hạt Timiș, România. Dân số thời điểm năm 2002 là 7714 người.